# Skånes numismatiska förening
Skånes Numismatiska Förening är en ideell numismatisk förening grundad 1931 med säte i Malmö. Föreningens ändamål är att sprida intresse för numismatik. Föreningen, som har sin huvudsakliga medlemskår i Skåne, anordnar föredrag inom ämnet numismatik och auktioner med mynt, medaljer, polletter, sedlar och facklitteratur.
Skånes numismatiska förening ger på sporadisk basis, oftast i samband med jubileer, ut skrifter och medaljer. Genom sitt medlemskap i Nordisk numismatisk union ingår föreningen i ett större nätverk av numismatiska föreningar.
I fack- och referenslitteratur förkortas föreningens namn ofta SkNF för att undvika sammanblandning med SNF som är förkortningen för systerföreningen Svenska numismatiska föreningen.